# Lista de títulos e prêmios recebidos por Pelé

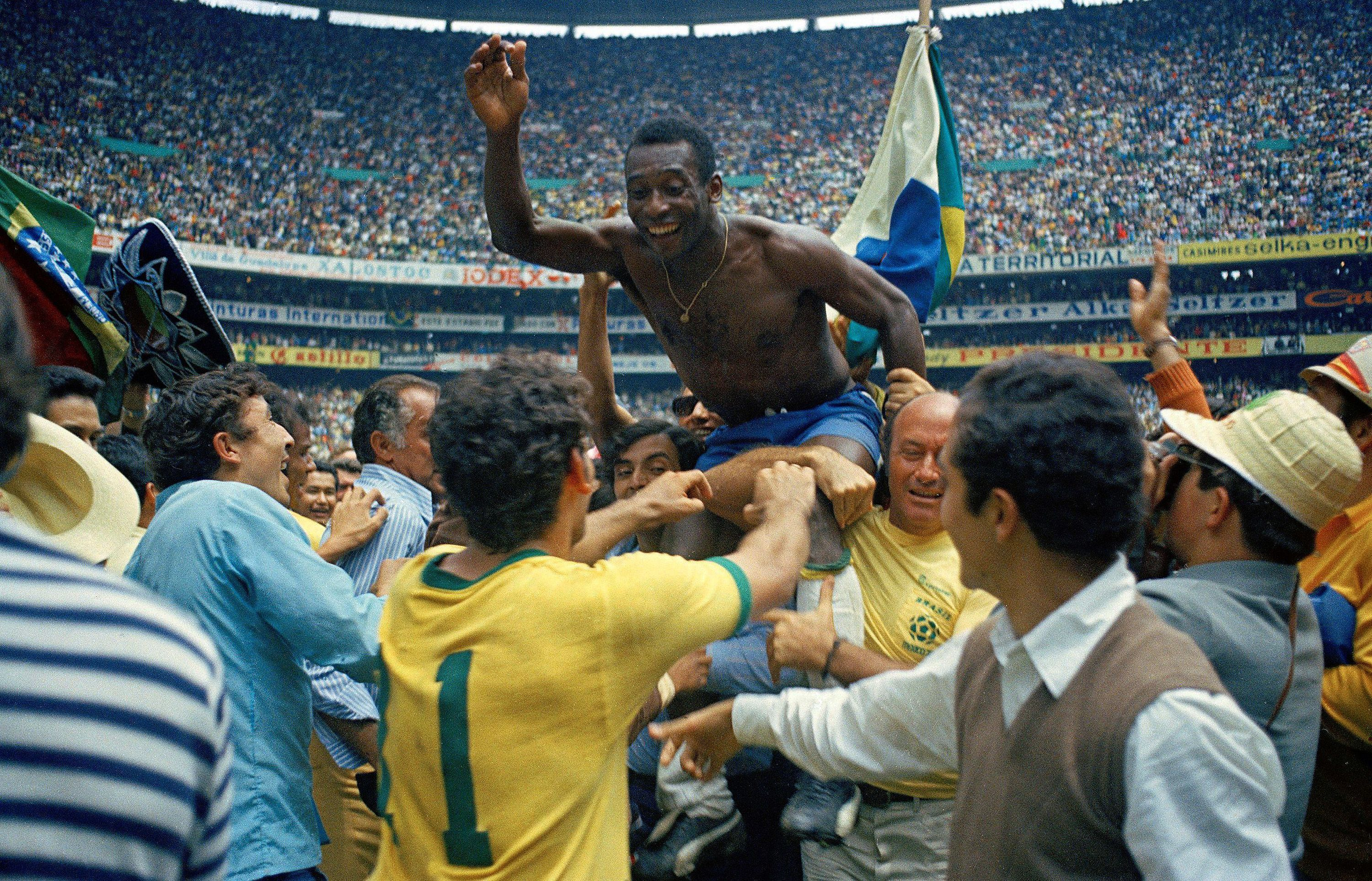
Pelé celebrando após a final da Copa do Mundo FIFA de 1970. Ele é o único jogador da história a conquistar três Copas do Mundo

Esta é uma lista de títulos, prêmios e recordes estabelecidos por Pelé, ex-futebolista brasileiro que jogou pelo Santos, pelo New York Cosmos e pela Seleção Brasileira. Ele é amplamente considerado como um dos maiores atletas de todos os tempos.

## Títulos
Santos
- Campeonato Brasileiro: 1961, 1962, 1963, 1964, 1965, 1968[2]
- Recopa dos Campeões Intercontinentais: 1968
- Copa Libertadores da América: 1962, 1963
- Copa Intercontinental: 1962, 1963
- Campeonato Paulista de Futebol: 1958, 1960, 1961, 1962, 1964, 1965, 1967, 1968, 1969, 1973[nota 1][5]
- Torneio Rio–São Paulo: 1959, 1963, 1964[nota 2][4]

New York Cosmos
- North American Soccer League: 1977

Seleção Brasileira
- Copa do Mundo FIFA: 1958, 1962, 1970[6]
- Taça do Atlântico: 1960
- Copa Roca: 1957, 1963
- Taça Oswaldo Cruz: 1958, 1962, 1968
- Taça Bernardo O'Higgins: 1959

## Prêmios individuais
Em dezembro de 2000, Pelé e Diego Maradona dividiram o prêmio de Melhor Jogador do Século da FIFA. Originalmente, o prêmio pretendia basear-se em votos em uma pesquisa na internet, mas muitos observadores reclamaram que a natureza da pesquisa teria significado uma demografia distorcida de fãs mais jovens que teriam visto Maradona jogar, mas não Pelé. A organização então nomeou o comitê "Família do Futebol" de membros da FIFA para decidir o vencedor do prêmio juntamente com os votos dos leitores de sua revista. O comitê escolheu Pelé. Como Maradona ganhou a enquete na internet, foi decidido que os dois deveriam compartilhar o prêmio.
- Bola de Prata: 1970[9]
- Melhor jogador jovem da Copa do Mundo FIFA: 1958[10]
- Bola de Prata da Copa do Mundo FIFA: 1958
- Bola de Ouro da Copa do Mundo FIFA (Melhor Jogador): 1970[11]
- Melhor Jogador da Copa América: 1959[carece de fontes?]
- FIFA Ballon d'Or: 2013[12]
- Jogador do Século da IFFHS: 1999[13]
- Jogador Sul-Americano do Século da IFFHS: 1999[13]
- Eleito Melhor Jogador Brasileiro do Século pela IFFHS: 2006[14]
- Ballon d'Or da France Football: 1958, 1959, 1960, 1961, 1963, 1964, 1970[nota 3][16][17]
- Melhor Jogador do Século da FIFA: 2000[11]
- Ordem de Mérito da FIFA: 1984[18]
- Prêmio do Centenário da FIFA: 2004[19]
- FIFA 100 Melhores Futebolistas Vivos: 2004[20]
- Top-100 Jogadores de Copas do Mundo 1930–1990 da France Football[carece de fontes?]
- Personalidade do esporte no exterior da BBC: 1970[21]
- Prêmio personalidade do esporte no exterior da BBC Lifetime Achievement: 2005[22]
- Prêmio Laureus do Esporte Mundial: 2000[23]
- Melhor futebolista que já jogou da Golden Foot: 2012[24]
- Atleta do Século da Reuters: 1999[25]
- Eleito Atleta do Século pelo Comitê Olímpico Internacional: 1999[26]
- Prêmio Rei da América - El Mundo: 1973[carece de fontes?]
- Eleito Futebolista do Século pelos ganhadores da Ballon d'Or da France Football: 1999[carece de fontes?]
- Incluído no National Soccer Hall of Fame: 1992[19]
- Seleção de Futebol do Século XX: 1998[carece de fontes?]
- TIME: uma das cem pessoas mais importantes do século XX: 1999[27]
- Melhores Onze de Todos os Tempos da World Soccer: 2013[28]
- Prêmio Tributo da Football Writers' Association: 2018[29]
- Incluído no time de estrelas da North American Soccer League (NASL): 1975, 1976, 1977[30]
- Número 10 aposentado pelo New York Cosmos como reconhecimento pela sua contribuição ao clube: 1977[31][32]
- Eleito Cidadão do Mundo pela ONU: 1977[33]
- Eleito Embaixador da Boa Vontade pela UNESCO: 1993[33]
- Bola de Ouro Dream Team: 2020[34]
- 11Leyendas Jornal AS: 2021[35]
- IFFHS ALL TIME WORLD MEN'S DREAM TEAM[36]
- Player of the History pela Budweiser[37]

Ordens
- Cavaleiro da Ordem de Rio Branco: 1967[38]
- Cavaleiro Celibatário da Ordem do Império Britânico (honorário): 1997[39]
- Eleito Comandante da Ordem de Rio Branco após marcar seu milésimo gol: 1969[33]
- Premiado com a Cruz da Ordem da República da Hungria: 1994[33]
- Premiado com a Ordem da FIFA em homenagem aos seus oitenta anos como instituição esportiva: 1984[33]
- Premiado com a Ordem do Mérito da América do Sul pela CONMEBOL: 1984[33]
- Premiado com a Ordem dos Campeões pela Organização da Juventude Católica dos Estados Unidos: 1978[33]
- Premiado com a Ordem Nacional do Mérito pelo governo do Brasil: 1991[33]
- Premiado com a Ordem do Mérito Militar no grau de Grande-Oficial especial: 1995.[40]
- Ordem do Mérito Cultural pelo governo do Brasil: 2004[41]
- Ordem Olímpica pelo Comitê Olímpico Internacional: 2016[42]

Doutorados honorários
- Doutorado honoris causa pela Universidade de Edimburgo: 2012[43]
- Doutorado honoris causa pela Universidade Metropolitana de Santos: 2018[44]

## Artilharias
- Campeonato Paulista de 1957 (36 gols)[4]
- Campeonato Paulista de 1958 (58 gols)[4]
- Campeonato Paulista de 1959 (46 gols)[4]
- Campeonato Sul-Americano de 1959 (Argentina) (8 gols)[carece de fontes?]
- Campeonato Paulista de 1960 (32 gols)[4]
- Campeonato Paulista de 1961 (47 gols)[4]
- Campeonato Brasileiro de 1961 (9 gols)
- Campeonato Paulista de 1962 (37 gols)[4]
- Copa Intercontinental de 1962 (5 gols)[carece de fontes?]
- Campeonato Paulista de 1963 (22 gols)[4]
- Torneio Rio-São Paulo de 1963 (14 gols)
- Copa Intercontinental de 1963 (2 gols)[carece de fontes?]
- Campeonato Paulista de 1964 (34 gols)[4]
- Campeonato Brasileiro de 1964 (7 gols)
- Campeonato Paulista de 1965 (49 gols)[4]
- Copa Libertadores da América de 1965 (7 gols)[carece de fontes?]
- Campeonato Paulista de 1969 (26 gols)[4]
- Campeonato Paulista de 1973 (11 gols)[4]

## Recordes pessoais
- Maior artilheiro da Seleção Brasileira: 95 gols (pela contagem da CBF; segundo maior, com 77 gols, pela contagem da FIFA)[45]
- Maior artilheiro do Santos: 643 gols em 659 jogos[46]
- Maior artilheiro sul-americano pela seleção nacional no século XX: 77 gols[47]
- Maior artilheiro da Copa Intercontinental: 7 gols em 3 jogos[48]

- Maior número de hat-tricks: 92[49]
- Guinness World Records: Jogador com mais gols (futebol): 1283 gols em 1363 partidas[50]
- Guinness World Records: Jogador com mais Copas do Mundo vencidas: três[50][51]
- Guinness World Records: Mais jovem vencedor de uma Copa do Mundo: 17 anos e 249 dias na Copa do Mundo FIFA de 1958[52]
- Jogador mais jovem a marcar um gol em Copa do Mundo: 17 anos e 239 dias (Brasil v País de Gales, 1958)[11]
- Mais jovem jogador a efetuar um hat-trick em Copa do Mundo: 17 anos e 244 dias (Brasil v França, 1958)[carece de fontes?]
- Mais jovem jogador a participar de uma final de Copa do Mundo: 17 anos e 249 dias (Brasil v Suécia, 1958)[53]
- Mais jovem jogador a marcar um gol em final de Copa do Mundo: 17 anos e 249 dias (Brasil v Suécia, 1958)[53]
- Jogador com mais assistências dadas em Copas do Mundo: 10, (1958–1970)[54]
- Mais assistências em uma única edição de Copa do Mundo: 6, (1970)[55]
- Mais assistências dadas em uma final de Copa do Mundo: 3, (1958 e 1970)[55]
- Mais gols em uma Final de Copa do Mundo (junto de Vavá, Geoff Hurst, Zinédine Zidane e Kylian Mbappé): 3 gols[56]
- Único jogador, com Uwe Seeler, Miroslav Klose e Cristiano Ronaldo, a marcar em quatro edições consecutivas de Copas do Mundo (1958-1962-1966-1970)[57]
- Mais jovem artilheiro de um Campeonato Paulista: 1957 – Santos
- Mais jovem vencedor de Copa do Mundo: 1958 – Brasil (17 anos)
- Mais jovem bicampeão de Copa do Mundo: 1962 – Brasil (21 anos)
- Mais gols em uma única temporada: 1959 – 127 gols[55][58]